# 후지와라노 사네카타

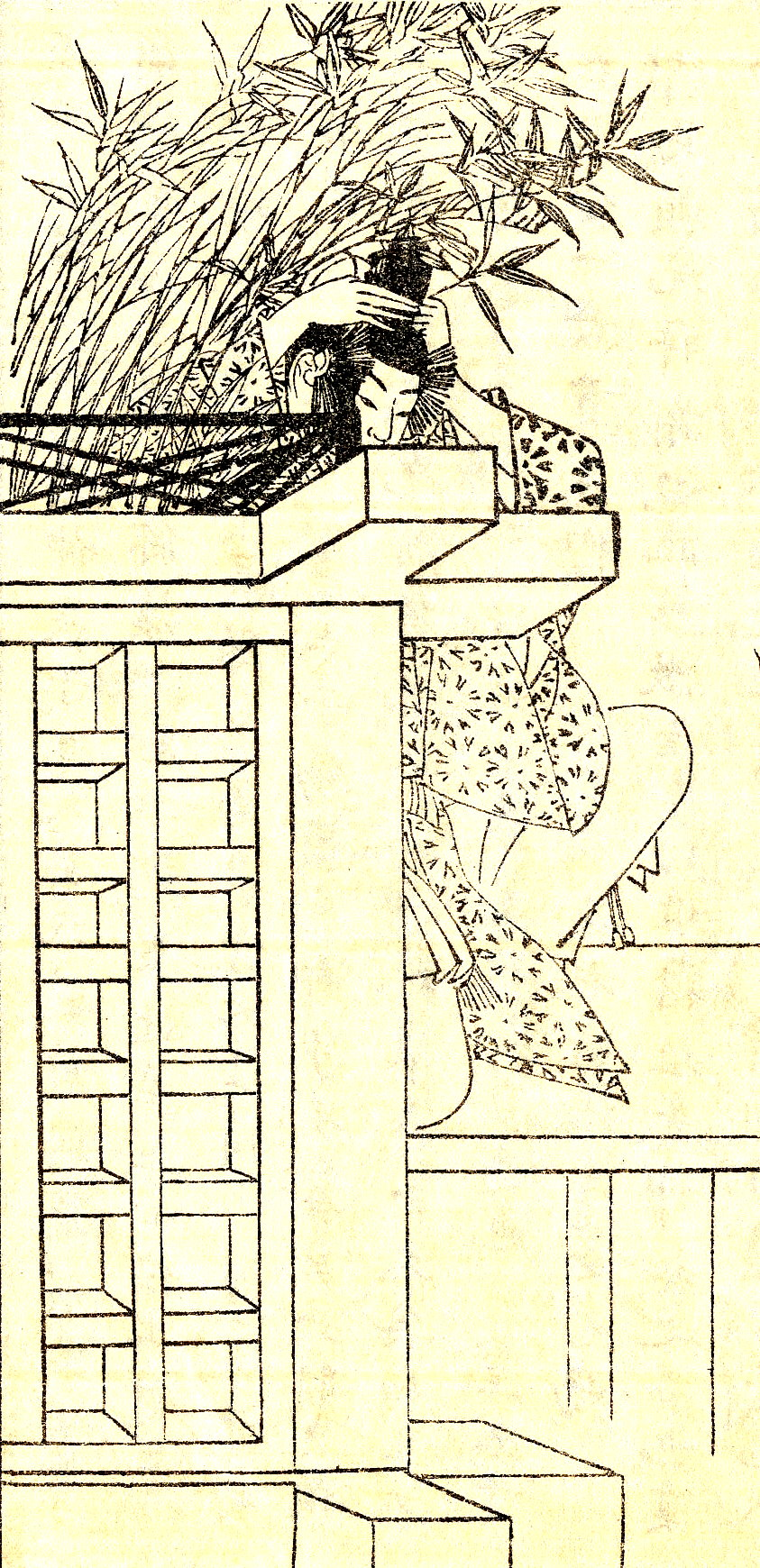
후지와라노 사네카타

후지와라노 사네카타(일본어: 藤原実方, 출생 연대 불명 ~ 999년)는 일본 헤이안 시대의 귀족, 시인이다.
한때 조정에서 중직을 맡기도 하다가 지방관으로 전전하던 중 낙마 부상으로 세상을 떠났다.

## 와카
```
이부키 산의 쑥 같이 불타는 이 마음을 모르리.
かくとだに えやはいぶきの さしも草 さしもしらじな もゆる思ひを
```